# یوتا² کژدم
یوتا² کژدم یک ستاره است که در صورت فلکی کژدم قرار دارد.